# Пайтуг
40°54′ пн. ш. 72°15′ сх. д. / 40.900° пн. ш. 72.250° сх. д.
Пайту́г (узб. Пойтуғ, Poytugʻ) — місто в Узбекистані, центр Ізбасканського району Андижанської області.
Населення міста становить 19 389 осіб (перепис 1989).
Місто розташоване поблизу залізничної станції Пайтуг.
Працює бавовноочисний завод.
Статус міста з 1980 року.
| Узбекистан | Це незавершена стаття з географії Узбекистану. Ви можете допомогти проєкту, виправивши або дописавши її. |